# Frankrijk op de Olympische Winterspelen 1976
Tijdens de Olympische Winterspelen van 1976, die in Innsbruck (Oostenrijk) werden gehouden, nam Frankrijk voor de twaalfde keer deel.

## Medailleoverzicht
| Sport       | Olympiër          | Discipline       | Medaille |
| ----------- | ----------------- | ---------------- | -------- |
| Alpineskiën | Danièle Debernard | reuzenslalom (v) | Brons    |

## Deelnemers en resultaten

### Alpineskiën
| Olympiër             | Discipline       | Resultaat | Prestatie                        |
| -------------------- | ---------------- | --------- | -------------------------------- |
| Philippe Barroso     | reuzenslalom (m) | 25e       | 3.38,49 (+11,52) 1.50,23+1.48,26 |
| Gérard Bonnevie      | slalom (m)       | dnf-2     | opgave run 2                     |
| Philippe Hardy       | reuzenslalom (m) | 27e       | 3.40,43 (+13,46) 1.51,20+1.49,23 |
| Philippe Hardy       | slalom (m)       | dnf-1     | opgave run 1                     |
| Alain Navillod       | reuzenslalom (m) | 15e       | 3.34,33 (+7,36) 1.47,15+1.47,18  |
| Patrice Pellat-Finet | afdaling (m)     | 16e       | 1.48,34 (+2,61)                  |
| Claude Perrot        | reuzenslalom (m) | 29e       | 3.42,84 (+15,87) 1.49,48+1.53,36 |
| Claude Perrot        | slalom (m)       | dnf-1     | opgave run 1                     |
| Roland Roche         | slalom (m)       | 15e       | 2.10,31 (+7,02) 1.03,53+1.06,78  |
|                      |                  |           |                                  |
| Danièle Debernard    | afdaling (v)     | 5e        | 1.48,48 (+2,32)                  |
| Danièle Debernard    | reuzenslalom (v) | Brons     | 1.29,95 (+0,82)                  |
| Danièle Debernard    | slalom (v)       | 4e        | 1.32,24 (+1,70) 46,86+45,38      |
| Patricia Emonet      | reuzenslalom (v) | 11e       | 1.31,21 (+2,08)                  |
| Patricia Emonet      | slalom (v)       | dnf-2     | opgave run 2                     |
| Michèle Jacot        | afdaling (v)     | 17e       | 1.49,98 (+3,82)                  |
| Michèle Jacot        | reuzenslalom (v) | 13e       | 1.31,44 (+2,31)                  |
| Michèle Jacot        | slalom (v)       | dnf-2     | opgave run 2                     |
| Jacqueline Rouvier   | afdaling (v)     | 6e        | 1.48,58 (+2,42)                  |
| Jacqueline Rouvier   | reuzenslalom (v) | 10e       | 1.30,79 (+1,66)                  |
| Fabienne Serrat      | afdaling (v)     | 21e       | 1.51,34 (+5,18)                  |
| Fabienne Serrat      | slalom (v)       | dnf-1     | opgave run 1                     |

### Biatlon
| Olympiër                                              | Discipline             | Resultaat | Prestatie                                                                                 |
| ----------------------------------------------------- | ---------------------- | --------- | ----------------------------------------------------------------------------------------- |
| René Arpin                                            | 20 km (m)              | 22e       | 1:22.50,92 (+8.38,66) pen.: 9 (3 / 2 / 1 / 3)                                             |
| Jean-Claude Viry                                      | 20 km (m)              | 33e       | 1:25.09,51 (+10.57,25) pen.: 7 (0 / 2 / 1 / 4)                                            |
| Aimé Gruet-Masson                                     | 20 km (m)              | 42e       | 1:27.35,81 (+13.23,55) pen.: 9 (2 / 2 / 0 / 5)                                            |
| René Arpin Yvon Mougel Marius Falquy Jean-Claude Viry | 4x7,5 km estafette (m) | 7e        | 2:07.34,42 (+9.38,78) pen.: 5 (2 / 0 / 1 / 2) (32.17,67 / 29.58,45 / 31.40,41 / 33.37,89) |

### Bobsleeën
| Olympiër                                             | Discipline                 | Resultaat | Prestatie                                       |
| ---------------------------------------------------- | -------------------------- | --------- | ----------------------------------------------- |
| Gérard Christaud Michel Lemarchand                   | 2-mansbob (m) Frankrijk I  | 15e       | 3.51,02 (+6,60) (57,43 / 57,73 / 57,78 / 58,08) |
| Alain Roy Serge Hissung                              | 2-mansbob (m) Frankrijk II | 13e       | 3.50,54 (+6,12) (57,58 / 57,43 / 57,58 / 57,95) |
| Gérard Christaud Alain Roy André Belle Serge Hissung | 4-mansbob (m) Frankrijk I  | 10e       | 3.44,90 (+4,47) (55,75 / 55,66 / 56,43 / 57,06) |

### Kunstrijden
| Olympiër (deelname)    | Discipline | Resultaat | Prestatie               |
| ---------------------- | ---------- | --------- | ----------------------- |
| Jean-Christophe Simond | mannen     | 15e       | pc. 137,0; 159,4 punten |

### Langlaufen
| Olympiër                                                       | Discipline            | Resultaat | Prestatie                                                         |
| -------------------------------------------------------------- | --------------------- | --------- | ----------------------------------------------------------------- |
| Yves Blondeau                                                  | 30 km (m)             | 43e       | 1:38.20,86 (+7.51,48)                                             |
| Daniel Drezet                                                  | 15 km (m)             | 51e       | 48.56,97 (+4.58,50)                                               |
| Roland Jeannerod                                               | 15 km (m)             | 61e       | 50.18,27 (+6.19,80)                                               |
| Roland Jeannerod                                               | 50 km (m)             | dnf       | opgave                                                            |
| Jean-Paul Pierrat                                              | 15 km (m)             | 18e       | 46.35,64 (+2.37,17)                                               |
| Jean-Paul Pierrat                                              | 50 km (m)             | 11e       | 2:44.03,31 (+6.33,26)                                             |
| Pierre Salvi                                                   | 30 km (m)             | 54e       | 1:41.06,69 (+10.37,31)                                            |
| Pierre Salvi                                                   | 50 km (m)             | dnf       | opgave                                                            |
| Michel Thierry                                                 | 30 km (m)             | 61e       | 1:44.25,33 (+13.55,95)                                            |
| Jean-Paul Vandel                                               | 30 km (m)             | 37e       | 1:37.11,67 (+6.42,29)                                             |
| Jean-Paul Vandel                                               | 50 km (m)             | 29e       | 2:47.45,20 (+10.15,15)                                            |
| Gérard Verguet                                                 | 15 km (m)             | 62e       | 50.29,28 (+6.30,81)                                               |
| Daniel Drezet Jean-Paul Vandel Yves Blondeau Jean-Paul Pierrat | 4x10 km estafette (m) | 11e       | 2:13.05,26 (+5.05,54) (35.47,64 / 33.10,12 / 32.09,16 / 31.58,34) |

### Noordse combinatie
| Olympiër         | Discipline | Resultaat | Prestatie                                                                                          |
| ---------------- | ---------- | --------- | -------------------------------------------------------------------------------------------------- |
| Jacques Gaillard | mannen     | 25e       | 363,90 punten schans: 181,0 p 89,1 (68,0 m)+91,1 (71,0 m)+89,9 (72,0 m) 15 km: 182,90 p (52:08.87) |

### Rodelen
| Olympiër             | Discipline | Resultaat | Prestatie                                             |
| -------------------- | ---------- | --------- | ----------------------------------------------------- |
| Marie-Thérèse Bonnet | vrouwen    | 17e       | 2.59,810 (+9,189) (44,947 / 44,966 / 44,888 / 45,009) |

### Schaatsen
| Olympiër        | Discipline | Resultaat | Prestatie       |
| --------------- | ---------- | --------- | --------------- |
| Emmanuel Michon | 500 m (m)  | 19e       | 40,91 (+1,74)   |
| Emmanuel Michon | 1000 m (m) | 17e       | 1.22,99 (+3,67) |
| Richard Tourne  | 1000 m (m) | 27e       | 1.26,75 (+7,43) |
| Richard Tourne  | 1500 m (m) | 20e       | 2.06,43 (+7,05) |

Andorra · Argentinië · Australië · België · Bondsrepubliek Duitsland · Bulgarije · Canada · Chili · Duitse Democratische Republiek · Finland · Frankrijk · Griekenland · Groot-Brittannië · Hongarije · IJsland · Iran · Italië · Japan · Joegoslavië · Libanon · Liechtenstein · Nederland · Nieuw-Zeeland · Noorwegen · Oostenrijk · Polen · Roemenië · San Marino · Sovjet-Unie · Spanje · Taiwan · Tsjecho-Slowakije · Turkije · Verenigde Staten · Zuid-Korea · Zweden · Zwitserland